# Griechische Badmintonmeisterschaft 2018
Die Griechische Badmintonmeisterschaft 2018 fand vom 14. bis zum 15. April 2018 in Sidirokastro statt. 

## Medaillengewinner
| Disziplin    | Gold                                 | Silber                               | Bronze                                    |
| ------------ | ------------------------------------ | ------------------------------------ | ----------------------------------------- |
| Herreneinzel | Stamatis Tsigirdakis                 | Panagiotis Skarlatos                 | Axilleas Tsartsidis                       |
| Herreneinzel | Stamatis Tsigirdakis                 | Panagiotis Skarlatos                 | Petros Tentas                             |
| Dameneinzel  | Polyvia Tzika                        | Irini Tenta                          | Eleni Melikidou                           |
| Dameneinzel  | Polyvia Tzika                        | Irini Tenta                          | Elisabeth Niotis                          |
| Herrendoppel | Georgios Galvas Panagiotis Skarlatos | Vasileios Orlis Dimitris Orlis       | Polyzois Siois Axilleas Tsartsidis        |
| Herrendoppel | Georgios Galvas Panagiotis Skarlatos | Vasileios Orlis Dimitris Orlis       | Athanasios Geranis Mihail Rami Panagiotou |
| Damendoppel  | Zoi Aleli Eleni Papadopoulou         | Eleni Moutevelidou Irini Tenta       | Eirini Nkounkleri Eleni Melikidou         |
| Damendoppel  | Zoi Aleli Eleni Papadopoulou         | Eleni Moutevelidou Irini Tenta       | Vasiliki Andreadou Evaggelia Koronidou    |
| Mixed        | Georgios Galvas Polyvia Tzika        | Paschalis Melikidis Elisabeth Niotis | Petros Tentas Eirini Nkounkleri           |
| Mixed        | Georgios Galvas Polyvia Tzika        | Paschalis Melikidis Elisabeth Niotis | Stamatis Tsigirdakis Eleni Moutevelidou   |